# Die Weltbühne

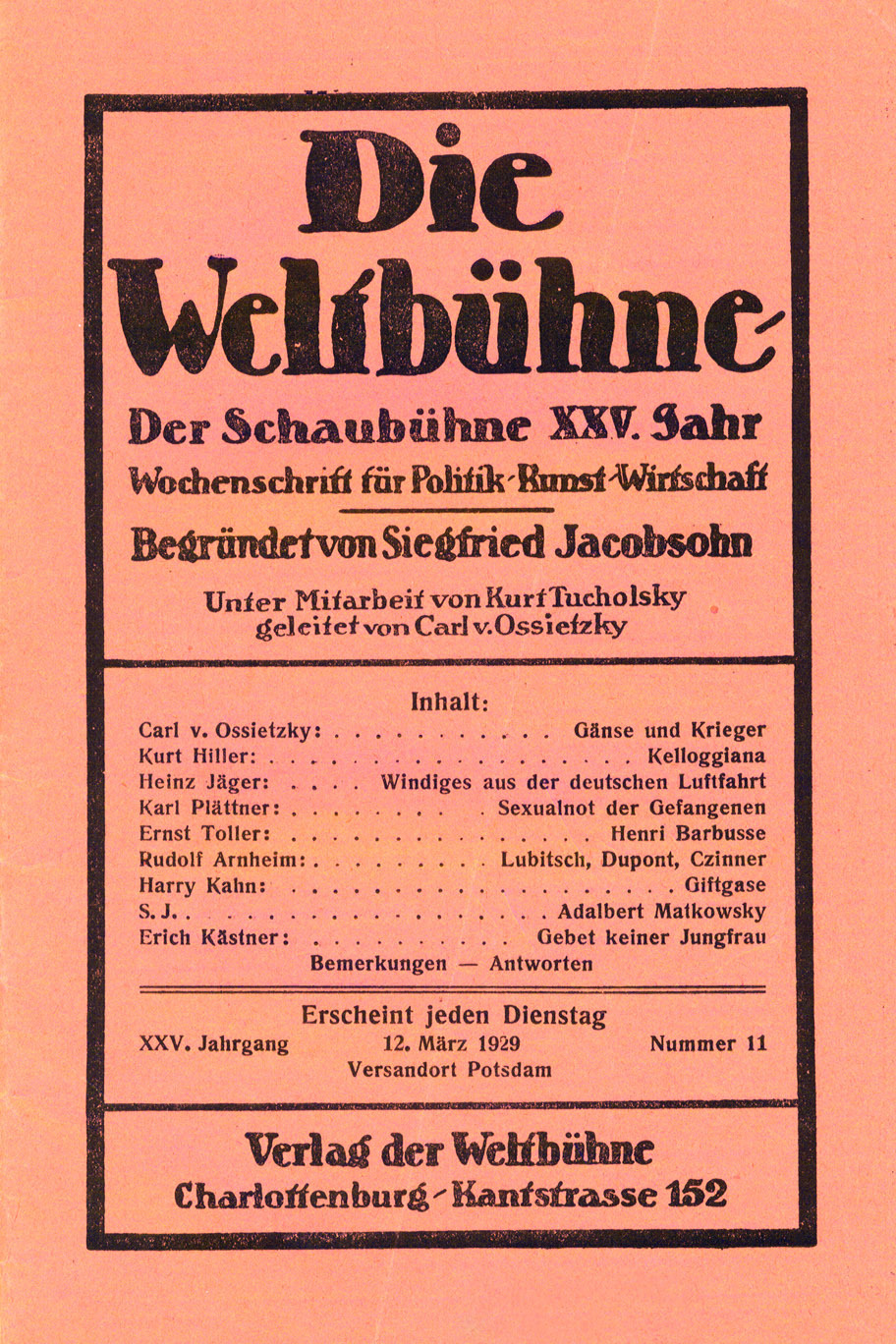
Portada de la revista Weltbühne del 12 de marzo de 1929

Die Weltbühne (la escena mundial) era una revista para política, arte y economía. Fue fundada por Siegfried Jacobsohn en Berlín, originariamente bajo el nombre de Die Schaubühne (la escena teatral) y exclusivamente como revista teatral y apareció el 7 de setiembre de 1905 por vez primera. A partir de 1913 se abrió a artículos del estudiante de jurisprudencia Kurt Tucholsky, es decir comenzó a publicar artículos políticos.
El 4 de abril de 1918, la revista fue renombrada en Die Weltbühne.

## Enlaces
- Quaderns del CAC número 27, Gemma Casadevall: La sátira política en Alemania
- Revista de Ciencias Sociales, número 2 de 1971, Reseña

- Datos: Q512687
- Multimedia: Weltbühne / Q512687